# Adrienne Durand-Tullou
Pour les articles homonymes, voir Durand.
Adrienne Durand-Tullou, née le 2 novembre 1914 à Tournon-sur-Rhône et morte le 5 février 2000 au Vigan est une écrivaine, institutrice, ethnologue et historienne française.

## Biographie
Adrienne Durand-Tullou naît le 2 novembre 1914 en Ardèche, à Tournon-sur-Rhône. Le 3 janvier 1938, elle arrive à Rogues, sur le causse de Blandas, pour y prendre ses fonctions d'institutrice qu'elle exercera jusqu'en septembre 1970. Elle s'installe sur ce causse qu'elle ne quittera plus, et y épouse Honoré Durand, Caussenard de souche.
Elle poursuit l'œuvre de Félix Mazauric de prospection des grottes et des monuments mégalithiques. L'exploration souterraine la fait rencontrer Robert de Joly, alors président de la société spéléologique française qui explore lui aussi les cavités du causse de Blandas. Elle offre un grand nombre d'objets issus de fouilles archéologiques à Odette Teissier du Cros lorsque cette dernière fonde le Musée Cévenol au Vigan.
Puis, au fil des années, ses recherches s'orientent vers l'observation du comportement individuel, familial et social des populations parmi lesquelles elle vit.
Toute sa vie, elle écrit sur les causses et les Cévennes. Elle obtient en 1989 une reconnaissance nationale en publiant son autobiographie, Le Pays des asphodèles.
Adrienne Durand-Tullou, membre non résidant de l'Académie de Nîmes en 1973 et présidente honoraire de l'association Arts et traditions rurales, reçoit en 1977 la grande médaille du Club cévenol.

## Citations
« Un horizon loin, très loin, une lande immense, quelques moutonnements rocheux, aucune trace de vie. Entre le ciel et la terre, un accord de gris en dégradés, une route toute droite sur un horizon en fuite. Un embranchement à gauche et, là, grises elles aussi, des maisons en file indienne, à la base d'une colline : Rogues. J'étais parvenue au terme du voyage. »
— Le Pays des asphodèles

## Principales œuvres
- Un milieu de civilisation traditionnelle : le causse de Blandas, thèse soutenue le 24 avril 1959 à Montpellier, éditée aux Éditions du Beffroi, mars 2003.
- Du chien au loup-garou dans le fantastique de Claude Seignolle, Besson et Chantemerle, 1961.
- Religion populaire en Cévennes : le culte à Saint-Guiral, Annales du milieu rural, 1981.
- Bonahuc au cœur des Cévennes, Éditions des Amis des Cévennes, 1985.
- Le Pays des asphodèles, Payot, 1989.  (ISBN 2266035193)
- Le Gard autrefois, Horvath, 1989.
- « Un contre-révolutionnaire cévenol : l’abbé Jean-Louis Solier dit Sans Peur », Cévennes magazine, 1989.
- Les Seigneurs de la terre, Payot, 1991.
- Le Loup du Causse, la légende d'un compagnon de Rohan, Payot, 1994.
- Vissec et son étrange rivière, Espace sud, 1995.
- Le Diable et le Bon Dieu en Occitanie, Payot, 1996.
- Sur le chemin de Compostelle… Rogues-Madières, Mairie de Rogues, 1997.
- « À la découverte de la Vis, étrange rivière », Cévennes magazine, 1998.

Adrienne Durand-Tullou a écrit de nombreux articles dans Causses et Cévennes de 1957 à 1993, dans L'Encyclopédie des Cévennes du no 1 en 1967 au no 16 en 1998 et dans Cévennes magazine du no 138 en 1976 au no 937 en 1998.